# ویدئوی درهم‌بافته

نماگرفتی از برنامه «HandBrake» که تفاوت حالت «درهم‌بافته» و «نادرهم‌بافته» را نشان می‌دهد.

ویدئوی درهم‌بافته یا ویدیوی اندربافته (به انگلیسی: Interlaced Video) که به کوتاهی از i هم برای نشان دادن آن استفاده می‌شود، تکنیکی برای نمایش دو فریم متوالی بدون مصرف کردن پهنای باند اضافی (در فیلم‌ها) است.

در این فرمت، همه پیکسل‌ها و خط‌ها، در یک زمان پردازش نمی‌شوند که به صورت هم‌آمیخته این کار انجام می‌شود یعنی در ابتدا تعدادی از پیکسل‌ها پردازش می‌شود و در مدت زمان اندکی بقیهٔ پیکسل‌های باقی‌مانده پردازش شده و سپس باهم ترکیب می‌شوند. به عنوان مثال ۶ پیکسل را تصور کنید که هر کدام یک عدد مشخص از ۱ تا ۶ دارند. ابتدا پیکسل‌های فرد را از تصویر (فریم) نخست پردازش می‌کنیم، یعنی ۱، ۳ و ۵. سپس پیکسل‌های زوج ۲، ۴ و ۶ تصویر (فریم) بعد پردازش می‌شوند. با این روش همه پیکسل‌ها با اختلاف زمان کمی نسبت به یکدیگر پردازش می‌شوند. البته این روش یک مشکل دارد و آن هم ایجاد لرزش تصویر در هنگام افزایش اندازهٔ تصویر و سرعت تعویض فریم‌ها است.